# William C. Oates
William Calvin Oates, född 1835 i Pike County (i nuvarande Bullock County), Alabama, död 9 september 1910 i Montgomery, Alabama, var en amerikansk general och politiker (demokrat). Han tjänstgjorde som överste i Amerikas konfedererade staters armé i amerikanska inbördeskriget och som brigadgeneral i USA:s armé i spansk-amerikanska kriget. Han var ledamot av USA:s representanthus 1881–1894 och guvernör i Alabama 1894–1896.
Oates studerade juridik och inledde 1859 sin karriär som advokat i Abbeville. Han deltog sedan i inbördeskriget som kapten i infanteriet. År 1863 befordrades han till överste i vilken egenskap han deltog i slaget vid Gettysburg. Efter kriget återgick han i sin advokatpraktik. År 1881 efterträdde han William J. Samford som kongressledamot. Följande år gifte han sig med den 27 år yngre Sarah Toney och paret fick ett barn.
Oates besegrade Joseph F. Johnston i demokraternas primärval inför guvernörsvalet 1894 och i själva guvernörsvalet vann han mot populisten Reuben F. Kolb. En del av resultatet kan förklaras med valfusk. Kolb, som enligt den officiella resultaträkningen hade förlorat, svor sin egen ämbetsed och höll sitt eget konkurrerande installationstal inför sina anhängare. Populisterna var arga men de fick nöja sig med protesterna; Oates efterträdde officiellt partikamraten Thomas G. Jones som två år tidigare hade besegrat Kolb med hjälp av omfattande valfusk. Alla betraktade inte Oates som en legitim guvernör och detta försvårade hans möjligheter att förhandla om Alabamas skulder. Först i maj 1896 klarnade det att kongressen inte skulle vidta några åtgärder gällande guvernörsvalet 1894. Oates efterträddes den 1 december 1896 som guvernör av Joseph F. Johnston.
Efter tjänst som brigadgeneral i spansk-amerikanska kriget återvände Oates till sin advokatpraktik i Alabama. Han deltog i 1901 års konstitutionskonvent i Alabama som innebar att nästan alla svarta och många fattiga vita väljare förlorade sin rösträtt. Oates var en stark anhängare av att frånta dessa väljare rösträtten men han kritiserade vissa av Jim Crow-lagarna på lagtekniska grunder då han befarade att deras författningsenlighet kunde ifrågasättas då de var alltför uppenbart rasistiska. År 1905 utkom Oates bok om inbördeskriget The War Between the Union and the Confederacy.